# 小行星8521
小行星8521（8521 Boulainvilliers）是一颗绕太阳运转的小行星，为主小行星带小行星。该小行星于1992年4月4日发现。

## 轨道参数
小行星8521的轨道半长轴为2.2223498 UA，离心率为0.182。